# Odense
Odense [ˈoð̞ˀn̩sə] je tretje največje mesto na Danskem (za Københavnom in Aarhusom) in največje mesto na otoku Funen. Od 1. januarja 2022 je imelo ožje mesto 180.863 prebivalcev, občina Odense pa 205.978 prebivalcev, zaradi česar je bila četrta največja občina na Danskem (za občinami Kopenhagen, Aarhus in Aalborg). Je središče občine Odense, ki je bila do 1. januarja 2007 sedež okrožja Fyn (odtlej okrožje Funen spada pod regijo Južna Danska – Syddanmark).
Mesto leži v bližini istoimenskega fjorda ob reki Odense (Odense Å). Predstavlja cestno in železniško križišče med Københavnom in Jutlandijo (ki je kot polotok celinski del Danske). 7,5 metra globok prekop, izgrajen med letoma 1796 in 1806, omogoča ladijsko povezavo med mestom in fjordom. Dostopnost mesta se je znatno povečala, ko je bila trajektna povezava med glavnima danskima otokoma Zelandija in Fyn zamenjana z mostom Great Belt (leta 1997 je bil odprt za železniški promet, 1998 za cestni promet). V času izgradnje je bil drugi najdaljši viseči most na svetu. Njegova konstrukcija je znatno zmanjšala transportni čas med Odensejem in danskim glavnim mestom Københavnom. Pot med mestoma traja z vlakom 1 uro in 15 minut.
V mestu je bil rojen slavni pravljičar Hans Christian Andersen.

## Etimologija
Ime Odense izhaja iz Odins Vé, kar pomeni 'Odinovo svetišče', saj je bilo območje znano kot svetišče častilcev nordijskega boga Odina.

## Zgodovina

### Zgodnja zgodovina
Odense je eno najstarejših mest na Danskem. Arheološka izkopavanja v bližini kažejo dokaze o poselitvi že več kot 4000 let vsaj od kamene dobe. Najzgodnejša skupnost je bila osredotočena na višje lege med reko Odense na jugu in jezerom Naesbyhoved (zdaj suho) na severu. Nonnebakken, ena od nekdanjih danskih vikinških trdnjav, je ležala južno od reke. Danes ima muzej Møntergården v Odenseju veliko artefaktov, povezanih z zgodnjo vikinško zgodovino na območju Odense. Vikingi so zgradili številne utrdbe vzdolž rečnih bregov, da bi jo branili pred vsiljivci, ki so prihajali z obale.
Mesto je praznovalo svojo tisočletnico leta 1988, v spomin na prvo omembo imena mesta v pismu z dne 18. marca 988 nemškega cesarja Otona III., ki je Odenseju in sosednjim naseljem podelil pravice. Zdi se, da je bila prva cerkev v Odenseju cerkev sv. Marije, verjetno zgrajena v poznem 12. stoletju. Ozemlje, ki je bilo prej del obsežne hamburške nadškofije, je bilo leta 988 ustanovljeno kot katoliška škofija. Prva zapisana škofa v Odenseju sta bila Odinkar Hvide in Reginbert, ki ga je posvetil canterburyjski nadškof Æthelnoth leta 1022.
Nedavna izkopavanja so pokazala, da se je mesto od začetka 11. stoletja razvijalo na območju okoli Albani Torv, Fisketorvet, Overgade in Vestergade. Do leta 1070 je Odense že zraslo v ugledno mesto na Danskem. Knuta IV., ki na splošno velja za zadnjega vikinškega kralja, so 10. julija 1086 umorili neukrotljivi kmetje, nezadovoljni z visokimi davki, ki jih je naložil mestu, v samostanu St. Alban v Odenseju. Leta 1100 je bil razglašen za svetnika. Samostan ne obstaja več, čeprav je cerkev na tem mestu že okoli leta 900. V začetku 12. stoletja so benediktinski menihi iz Anglije ustanovili opatijo sv. Knuta. Tu je angleški menih Ælnoth napisal prvo dansko literarno delo, Vita et Passio S. Canuti (Življenje in strast sv. Knuta). Knutovo svetišče v stolnici v Odenseju (ki je bila pridružena samostanu) je ves srednji vek privabljalo romarje.

### Srednji vek
V srednjem veku so bile v mestu zgrajene številne cerkve in samostani. Cerkev svetega Knuta (Skt. Knuds Kirke), danes stolnica, izvira iz konca 13. stoletja in je bila tesno povezana z benediktinskim redom. Druge stare cerkve v mestu so sv. Marije (Vor Frue Kirke) in sv. Janeza (Skt. Hans Kirke) s sosednjim samostanom. Samostan Greyfriars (Gråbrødre Kloster) so leta 1279 ustanovili frančiškani.
Leta 1247 je Odense med spopadi s svojim bratom, kraljem Erikom IV., požgal Abel Danski. Stolnico so morali popolnoma obnoviti. Kljub temu je mesto še naprej cvetelo kot trgovsko središče in je bilo leta 1335 uvrščeno na zemljevid. Mesto je v srednjem veku gospodarsko uspevalo in pritegnilo številne trgovce in obrtnike, ki so trgovali z njihovim blagom.
Leta 1482 je škof Karl Rønnov pripeljal nemškega tiskarja Johanna Snella v Odense, da bi natisnil kratki molitvenik, Breviarium Ottoniense, ki velja za prvo delo, natisnjeno v Skandinaviji. Vzporedno je Snell natisnil De obsidione et bello Rhodiano, poročilo o turškem obleganju otoka Rodos.
Po danski reformaciji, ki je vključevala zatiranje katoliškega škofa leta 1536, je mesto uživalo dolgotrajno obdobje blaginje od leta 1530 do sredine 17. stoletja in postalo komercialno središče severnega Funena. Eden glavnih virov dohodka je bila prodaja živine, ki je lokalnim trgovcem zagotavljala znatna sredstva za gradnjo lepih lesenih hiš. Lokalno plemstvo je sodelovalo tudi pri razvoju mesta z gradnjo rezidenc, v katerih je preživljalo zimske mesece. Toda blaginja mesta se je nenadoma končala v poznih 1650-ih, po koncu dansko-švedskih vojn (1657–58) so bili uvedeni visoki davki. Do konca 18. stoletja je nastopilo obdobje stagnacije.
Od 16. stoletja je bilo mesto zbirališče več parlamentov, do leta 1805 pa je bil Odense sedež deželne skupščine Funen. Do leta 1700 je bilo v Odenseju približno 4000 prebivalcev.

### Razvoj
V 18. stoletju so se v Odenseju začele dramatične spremembe za posodobitev mesta in pripravljen je bil velik načrt za razvoj. Leta 1720 je Friderik IV. Danski ukazal ponovno zgraditi palačo Odense, delno na temeljih samostana sv. Hansa iz 13. stoletja, in zgraditi cerkev sv. Hansa, ki so jo upravljali vitezi hospitalci. 8 kilometrov dolg in 7,5 metrov globok prekop od pristanišča Odense do fjorda Odense je bil zgrajen med letoma 1796 in 1806, da bi olajšal rast Odenseja kot pristaniškega mesta, kar je radikalno povečalo stopnjo trgovine in prebivalstva. Gledališče Odense, ustanovljeno leta 1796, je prvo provincialno gledališče na Danskem in drugo najstarejše v državi. Centralna knjižnica Odense je bila ustanovljena leta 1924 in leta 1995 preseljena na postajo Odense. Glasbena knjižnica Odense vsebuje največjo zbirko fonogramov na Danskem.
Od leta 1840 je mesto uživalo v obdobju hitre širitve izven tradicionalnih meja in postalo drugo največje mesto na Danskem. Mestna vrata so bila leta 1851 porušena in kmalu zatem se je razvoj razširil na območje južno od reke. Proizvodnja rokavic, ki se je začela v 18. stoletju, se je razvila v eno najpomembnejših industrij, medtem ko so se pristaniške zmogljivosti še razširile. Leta 1853 so v Odenseju odprli prvo sodobno dansko vodovodno in plinarno. Trgovanje je dodatno spodbudila gradnja železnice čez Funen leta 1865 in Odense je postal eno največjih danskih železniških križišč. Vse to je zagotovilo idealno podlago za industrializacijo, ki je pritegnila široko paleto industrij, vključno z železarstvom in kovinami, tekstilom ter hrano in pijačo. Ločena območja mesta so bila namenjena večji industrijski in stanovanjski širitvi in prebivalstvo mesta je začelo opazno naraščati; leta 1900 je imelo 35.000 prebivalcev.

### Moderna zgodovina
Najbolj znana znamenitost Odenseja je bil Odinstårnet (Odinov stolp), zgrajen leta 1935, kot drugi najvišji stolp v Evropi, ki ga je prekašal le Eifflov stolp s svojimi 177 metri. Odinstårnet je leta 1944 razstrelila danska nacistična skupina in ni bil nikoli obnovljen. Vendar pa miniaturni model zdaj stoji v Odinsparkenu na območju, kjer je bil izvirnik. Med nemško okupacijo v drugi svetovni vojni je splošna stavka Odenseja avgusta 1943 prispevala k prekinitvi sodelovanja z Nemci.
Do začetka danske industrijske revolucije je bil Odense tudi drugo največje mesto sodobne Danske, a ga je v zadnjem času prehitel Aarhus. Od leta 1960 je Odense vse bolj postajal kulturno središče, z ustanovitvijo univerze leta 1966 in začetkom trgovskih sejmov, vključno z velikim kongresnim centrom Odense. Leta 1988 je bila v Odenseju ustanovljena glavna nacionalna televizijska mreža TV2.
Ob praznovanju tisočletnice leta 1988 je bil zasajen gozd Tusindårsskoven (kar pomeni 'tisočletni gozd'). Leta 2005 je mesto praznovalo 200. obletnico rojstva Hansa Christiana Andersena.
Ladjedelnica Staalskibsvæeft, ki je bila od leta 1996 največji danski ladjedelniški obrat, se je leta 2012 zaprla zaradi mednarodne konkurence. Podjetje, ki ga je leta 1919 odprl A. P. Møller, je nazadnje izdelovalo kontejnerske ladje za Mærsk, matično podjetje. Lokacija Lindø je bila prodana pristanišču Odense (Odense Havn), ki razvija industrijski park Lindø.

## Geografija
Odense je v severovzhodnem središču otoka Funen. Po cesti se Odense nahaja 45 kilometrov severno od Svendborga, 144 kilometrov južno od Aarhusa, 167 kilometrov jugozahodno od Københavna, 136 kilometrov vzhodno od Esbjerga in 69 kilometrov jugovzhodno od Koldinga. Predmestja Odenseja so Stige na severu, Seden, Bullerup in Agedrup na severovzhodu, Blommenslyst na zahodu, Bellinge na jugozahodu ter Neder Holluf in Højby na jugu.
Reka Odense teče skozi Odense, južno od glavne nakupovalne četrti. Severno od mesta je fjord Odense, severovzhodno ob cesti 165 proti Kertemindeju pa fjord Kerteminde. Do fjorda pridemo skozi ozek prehod Gabets, med Halsom in Skovenom, in je s kanalom povezan s pristaniščem Odense. Majhna ribiška vasica Bregnor leži 2,3 milje jugovzhodno od prehoda. Poročajo o nadzorni globini 11 metrov v severnem delu kanala med vhodom v fjord in terminalom Lindo. Zaliv Fyns Hoved severovzhodno od pristanišča zavije proti jugu in oblikuje pristop do fjorda Odense. Vzhodna stran zaliva med Fyns Hovedom in Skovenom, 5,5 metra proti jugu, je nepravilna, s plažo in hribi za njo, južno od zaliva pa je majhen, plitev zaliv Korshavn s svetilnikom Korshavn je v bližini. Skoven je gol, razgiban polotok z zalivom Dalby (Dalby Bugt) na vzhodu.
V jugozahodnem delu fjorda Odense sta otoka Vigelsø in 21 hektarjev Tornø, čeprav je slednji povezan s celino s 300 metrov dolgim nasipom. Vigelsø je s 132 hektarji največji otok v fjordu in je pomembno gojišče ptic selivk. Je del posebnega ohranitvenega območja št. SPC 94, fjord Odense v skladu z direktivami EU o habitatih in pticah in je bilo predmet natančnega spremljanja, s ciljem doseči vsaj "dobro" ekološko stanje do leta 2015. Otok je nizek, najvišja točka Østerhoveda sega le šest metrov nad morjem. Na severnem delu otoka je 25 ha gozdov, južni del pa sestavljajo obalni travniki.
Odense ima zmerno oceansko podnebje, razvrščeno po Köppnovi podnebni klasifikaciji v cono Cfb. Za blaga poletja so značilne povprečne najvišje temperature, ki presegajo 20 °C, za zime pa so značilne najnižje temperature, ki padejo tik pod ledišče. V povprečju sta najbolj vroča meseca julij in avgust z najvišjo temperaturo 21 °C in povprečno dnevno temperaturo 17 °C oziroma 16 °C. To so tudi najbolj mokri meseci, saj je avgust v povprečju prejel 80 mm in julij 64 mm dežja. Ekstratropski cikloni pogosto prizadenejo regijo in prispevajo k obilnim padavinam. Najhladnejša meseca sta januar in februar, s povprečno dnevno temperaturo 0 °C in najnižjo temperaturo –2 °C oziroma –3 °C. Med januarjem in marcem je v fjordu Odense običajno led, vhod pa zadržujejo ledolomilci. Razpon plimovanja v fjordu se spreminja do 0,6 metra, vetrovi z zahoda in severovzhoda pa lahko dvignejo gladino vode za do 1,8 metra, vetrovi z vzhoda in jugozahoda pa lahko znižajo do 1,5 metra. Podnebni podatki za mesto se beležijo na letališču Hans Christian Andersen (ICAO: EKOD).

## Znamenitosti
Nonnebakken, hrib na območju Odense, je kraj enega od šestih danskih nekdanjih vikinških prstanskih gradov, zgrajenih med vladavino Svena Vilobradega, ki je svojega očeta Harolda Modrozobega prisilil, da je zapustil državo in poiskal zatočišče pri Jomsvikingih v Wollinu (sodobna Poljska) okoli leta 975. Utrdba je svojemu okupatorju zagotovila nadzor nad reko Odense, ki teče ob hribu. Arheološki ostanki utrdbe so bili močno poškodovani, ko je bila v poznem 19. stoletju na tem mestu zgrajena stavba za hišo Odd Fellow.

### Cerkve
Odense je sedež škofa Funena. Stolnica sv. Knuta (dansko Sankt Knuds Kirke) je bila prej povezana z velikim benediktinskim samostanom z istim imenom in je ena največjih in najlepših stavb te vrste na Danskem. Cerkev, ki izvira iz let 1081 do 1093, je bila v 13. stoletju ponovno zgrajena iz opeke v čistem gotskem slogu. Pod oltarjem leži Knut (dansko Knud), zavetnik Danske in njegov brat, ki je na ogled javnosti. Ob dveh okostnjakih je prikazan velik fragment bizantinskega blaga. Stolnica se ponaša tudi z enim najimenitnejših oltarjev na Danskem, veličastnim triptihom Clausa Berga. V mestu sta pokopana kralja Ivan Danski in Kristijan II. Danski
Cerkev sv. Albana, zgrajena v neogotskem slogu in posvečena leta 1908, je rimskokatoliška cerkev v Odenseju. Njen zvonik je visok 54 m.
Cerkev svete Marije (Vor Frue Kirke ali Cerkev Naše Gospe), zgrajena v 13. stoletju in obnovljena v letih 1851–1852 in ponovno leta 1864, vsebuje izrezljano oltarno sliko iz 16. stoletja, ki jo je izdelal Claus Berg iz Lübecka.
Cerkev sv. Janeza (Sankt Hans Kirke), prvič omenjena leta 1295, so zgradili vitezi hospitalci, znani tudi kot red svetega Janeza. Od prvotne stavbe ni ostalo veliko, saj je bila leta 1636 ponovno zgrajena in nato obnovljena. Zgrajena je iz rdeče opeke z vodoravnimi okraski na steni kora in ima velika gotska okna. Letnica 1496 na enem od zvonov v stopničasto rebrastem stolpu je morda leto, ko je bila cerkev dokončana. Stolp meji na palačo Odense, ki je bila prvotno zgrajena kot samostan.
Cerkev Ansgars je bila prva cerkev, zgrajena v Odenseju po srednjem veku. Dokončana leta 1902 jo je zasnoval Niels Jacobsen v poznoromanskem slogu iz rdeče opeke na granitnih temeljih. Notranjost v obliki križa dopolnjuje zvonik visok 45 m.
Cerkev miru (Fredenskirke), posvečena leta 1920, je bila tako imenovana v zahvalo za konec prve svetovne vojne. Cerkev je bila delo Pederja Vilhelma Jensen-Klinta, ki je nadaljeval s projektiranjem Grundtvigove cerkve v Københavnu.

### Palače
Mestno hišo Odense (Odense Rådhus) s svojim srednjeveškim italijanskim videzom sta zasnovala Johan Daniel Herholdt in Carl Lendorf v historicističnem slogu. Dokončana leta 1883, združuje rdečo zidavo z okraski iz peščenjaka, stopničastimi zatrepi in nazobčanim potekom. Stoji na mestu manjše stavbe iz leta 1480. Leta 1937 je Bent Helveg-Møller zmagal na natečaju za razširitev stavbe. Stolp nad glavnim vhodom je bil leta 1942 podrt, vendar ni bil obnovljen. Ker so se dela med vojno zavlekla, je bil prizidek dokončan šele leta 1955. Ob 200. obletnici Hansa Christiana Andersena leta 2005 so bila dokončana obsežna obnovitvena dela v notranjosti stavbe, vključno z vhodnimi dvoranami, sejnimi sobami, banketno dvorano in svetniško dvorano.
Palačo Odense je postavil Friderik IV., ki je tam umrl leta 1730. Zdaj je upravna stavba in stoji na mestu Sankt Hans Kloster, samostana iz 15. stoletja, ki je bil leta 1536 prenesen na krono. Glavno belo baročno krilo s 13 odprtinami je zasnoval J.C. Krieger za Friderika IV. in dokončano leta 1723. Kraljev vrt v parku je po francoskem načrtu zgradil Johan Cornelius Krieger.

### Povezave Hansa Christiana Andersena
Hans Christian Andersen, ki se spominja predvsem po svojih pravljicah, se je rodil v Odenseju leta 1805. Domneva se, da je njegov rojstni kraj majhna rumena hiša na vogalu ulic Hans Jensens Stræde in Bangs Boder v starem mestnem jedru. Leta 1908 je bila hiša odprta kot Muzej Hansa Christiana Andersena. Dokumentira njegovo življenje od otroških let, ko je bil sin čevljarja, ki se trudi, do njegovega šolanja, pisateljske kariere in poznejšega življenja, z artefakti, ki nudijo vpogled v njegova poznanstva in dogodivščine. Andersenov dom iz otroštva je na Munkemøllestræde nedaleč od stolnice. V majhni leseni hiši je živel od drugega leta starosti do svojega 14. leta. Hiša, odprta kot muzej leta 1930, vsebuje razstavo tlakovcev, ki jih je uporabljal njegov oče, in druge predmete, ki temeljijo na Andersenovih lastnih opisih.
Po mestu so številni kipi in skulpture, ki predstavljajo like iz zgodb Hansa Christiana Andersena. Med njimi so Neomajni kositrni vojak, Morska deklica, Pastirica in dimnikar, Krastača, Krpalna igla, Cesarjeva nova oblačila, Morski konjiček, Papirnati čoln, Leteče deblo in Divji labodi. V Eventyrparken (Parku pravljic) poleg stolnice je tudi značilen kip Andersena. Izdelal ga je Louis Hasselriis leta 1888 in prikazuje pripovedovalca s knjigo v roki, pripravljenega zabavati opazovalce s svojimi pravljicami.

## Pobratena mesta
Odense je pobraten z.
| - Brno, Češka - Columbus, Ohio, ZDA - Funabaši, Čiba, Japonska - Groningen, Nizozemska - Iksan, Južna Koreja - Izmir, Turčija - Katovice, Poljska | - Kaunas, Litva - Kijev, Ukrajina - Klaksvík, Ferski otoki - Kópavogur, Islandija - Norrköping, Švedska - Östersund, Švedska - Petah Tikva, Izrael | - Schwerin, Nemčija - Shaoxing, Kitajska - St Albans, Anglija - Tampere, Finska - Trondheim, Norveška - Upernavik, Grenlandija |